# LÉ Eithne (P31)
LÉ Eithne (P31) je oceánská hlídková loď a vlajková loď Irského námořnictva. Hlavním úkolem plavidla je ochrana výlučného námořního ekonomického pásma Irska. V době svého zařazení služby to byla největší irská válečná loď. Eithne roku 1986 jako první irská válečná loď přeplula Atlantik, aby navštívila americká města Hamilton, New York a Boston. Dne 8. července 2022 byla loď vyřazena.

## Stavba
Plavidlo postavila irská loděnice Verlome Dockyard v Corku. Do služby byla zařazena 7. prosince 1984.

## Konstrukce

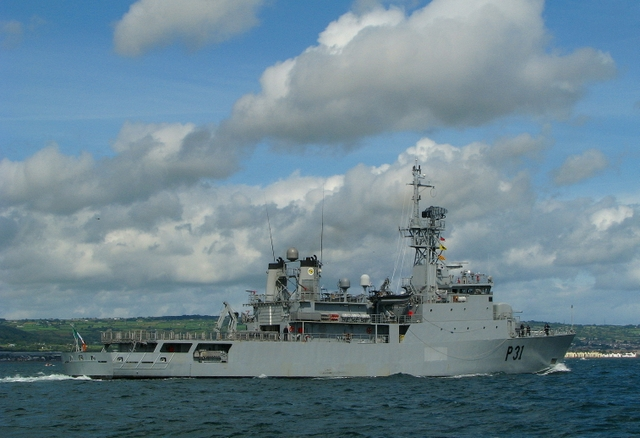
Eithne

Elektroniku tvoří radar Decca TM1229C, AC 1629C, DA-05 a sonar PM S-26L. Výzbroj tvoří jeden 57mm kanón Bofors L/70 Mk1 (systém řízení palby LIOD) a dva 20mm automatické kanóny Rheinmetall Rh 202. Osobní zbraně posádky tvoří pistole ráže 9 mm a kulomety ráže 7,62 mm. Plavidlo nese rychlé inspekční čluny RHIB. Na zádi je vybaveno přistávací plochou a hangárem pro jeden vrtulník Dauphin. Pohonný systém tvoří dva diesely Ruston 12RKC. Lodní šrouby jsou dva. Nejvyšší rychlost dosahuje 18 uzlů. Dosah je 7000 námořních mil při rychlosti 15 uzlů.